# Liangchen
Liangchen ist ein chinesischer männlicher Vorname.

## Herkunft und Bedeutung
Die aus zwei Schriftzeichen bestehende syntaktische Einheit „良辰“ (gesprochen: Liangchen) lässt sich auf das Gedicht von Ruan Ji (210–263) aus dem Kaiserreich Wei zu der Zeit der Drei Reiche zurückführen.
Der für sein literarisches Schaffen berühmte Schriftsteller bewundert in dem 9. Gedicht des Gedichtzyklus „Yong Huai“ (咏怀, wörtlich „Gedanken aussprechen“) die „schöne, unvergessliche Zeit“ so, dass er die Vergänglichkeit der goldenen Zeit mit der rhetorischen Frage „Wie schnell vergeht die schöne Zeit? Nun hat sich an der Kleidung eine Frostschicht gebildet“ (Liang chen zai he xu, ning shuang zhan yi jin -良辰在何许,凝霜沾衣襟) beschrieb.
In den nachfolgenden Generationen ist der Begriff „Liangchen“ so häufig verwendet worden, dass dies zu einem wiederkehrenden literarischen Motiv geworden ist. So hat der große Dichter Xie Lingyun (谢灵运), einer der größten Naturlyriker aus dem Königreich Song der Südlichen und Nördlichen Dynastien folgendes Zitat hinterlassen: „Es ist schwer, die vier Dinge gleichzeitig zu haben: schöne Zeit, herrliche Landschaft,  Ergötzung und  frohe Botschaft“ (tian xia liang chen, mei jing, shang xin, le shi, si zhe nan bing -天下良辰、美景、赏心、乐事，四者难并).
Bereits unmittelbar nach der Veröffentlichung des Romans Der Traum der Roten Kammer (红楼梦) hat sich die Verwendung dieses Schönheit versprechenden Ausdrucks „Liangchen“ rasant verbreitet, dadurch dass eine Zeile der volkstümlichen Oper Der Päonien-Pavillon (Mu Dan Ting – 牡丹亭) von Tang Xianzu (汤显祖) aus der Ming-Dynastie der Protagonistin Lin Daiyu (林黛玉) leicht über die Lippen ging: „Was für eine herrliche Zeit an einem solchen schönen Tag“ (Liangchen mei jing nai he tian – 良辰美景奈何天).

## Heutige Verwendung als männlicher Vorname
Da das Wort „liang“ an sich für Vortrefflichkeit und Tugend steht, findet eine solche Schriftzeichenkombination „Liangchen“ als Ganzes immer häufiger Anwendung als männlicher Vorname.  Besonders in Nordchina erfreut sich „Liangchen“ in Anbetracht dessen unkomplizierter Artikulierbarkeit große Popularität. Hinsichtlich der Tatsache, dass die aus zwei Schriftzeichen bestehenden Vornamen alle eine vielfältigere, nuancenreiche Bedeutung aufweisen, lassen sich diese folglich selten miteinander verwechseln und dank deren Aussprechbarkeit besser mit dem Nachnamen kombinieren.
Der Vorname „Liangchen“ findet sich in vielen gegenwärtigen literarischen Werken: Su Liangchen (苏良辰)  aus dem Roman Es kommt die schöne Zeit (良辰讵可待), der Pilot Dong Liangchen (董良辰), gespielt von dem gebürtigen Nordwestchinesen Zhang Jiayi (张嘉译) aus der TV-Serie „Blumen“ (鲜花朵朵). Darüber hinaus trägt der bekannte Physiker Chen Liangchen (陈良辰), Mitglied der Chinesischen Akademie der Wissenschaften, ebenfalls den gleichen Vornamen.